# Mollisia coprosmae
Mollisia coprosmae är en svampart som beskrevs av Dennis 1961. Mollisia coprosmae ingår i släktet Mollisia och familjen Dermateaceae.   Inga underarter finns listade i Catalogue of Life.